# Episodi di Chico and the Man (terza stagione)
La terza stagione della serie televisiva Chico and the Man è stata trasmessa in anteprima negli Stati Uniti d'America dalla NBC tra il 1º ottobre 1976 e l'8 aprile 1977.
| nº | Titolo originale          | Titolo italiano | Prima TV USA     | Prima TV Italia |
| -- | ------------------------- | --------------- | ---------------- | --------------- |
| 1  | Della Moves In            |                 | 1º ottobre 1976  |                 |
| 2  | Second Coming of Della    |                 | 8 ottobre 1976   |                 |
| 3  | Chico Packs His Bags      |                 | 22 ottobre 1976  |                 |
| 4  | Chico's Problem           |                 | 5 novembre 1976  |                 |
| 5  | In Your Hat               |                 | 12 novembre 1976 |                 |
| 6  | Ed's Recuperation         |                 | 19 novembre 1976 |                 |
| 7  | Ed Brown vs. the IRS      |                 | 26 novembre 1976 |                 |
| 8  | Morgan and the Man        |                 | 3 dicembre 1976  |                 |
| 9  | Mucho Macho Ed            |                 | 10 dicembre 1976 |                 |
| 10 | Old Is Gold               |                 | 17 dicembre 1976 |                 |
| 11 | Ready When You Are, CB    |                 | 24 dicembre 1976 |                 |
| 12 | The Dress                 |                 | 7 gennaio 1977   |                 |
| 13 | A Minority of One         |                 | 14 gennaio 1977  |                 |
| 14 | Champs Ain't Chumps       |                 | 28 gennaio 1977  |                 |
| 15 | Chico's Padre             |                 | 4 febbraio 1977  |                 |
| 16 | Matchmaker, Matchmaker    |                 | 18 febbraio 1977 |                 |
| 17 | Black Tie Blues           |                 | 25 febbraio 1977 |                 |
| 18 | Ed Talks to God           |                 | 4 marzo 1977     |                 |
| 19 | Gregory Peck Is a Rooster |                 | 18 marzo 1977    |                 |
| 20 | Louie's Can-Can           |                 | 1º aprile 1977   |                 |
| 21 | Uncle Sonny               |                 | 8 aprile 1977    |                 |